# 8: The Mormon Proposition
8: The Mormon Proposition è un film documentario del 2010 diretto da Reed Cowan e Steven Greenstreet. 
Il film tratta dell'istituto del matrimonio egualitario negli Stati Uniti d'America e degli sforzi delle lobby mormoniche per impedirlo (come il caso della California Proposition 8, a cui l'8 del titolo fa riferito).
In lingua originale il film è narrato da Dustin Lance Black.

## Trama
Il film segue le storie di diversi cittadini LGBTQ che chiedono negli Stati Uniti d'America l’uguaglianza dei diritti e, facendo questo, mette in luce tutte le manovre dei mormoni che stanno cercando di impedire che questo avvenga. La storia di Tyler Barrick e Spencer Jones, due gay mormoni, fa da filo conduttore al film. Barrick è il diretto discendente del mormone poligamo Fredrick G. Williams e, insieme a Jones, ci racconta come diversi antenati mormoni siano stati perseguitati di stato in stato proprio per la loro concezione alternativa del matrimonio. Oggi, dopo decenni, la famiglia Barrick-Jones sta di nuovo sperimentando sulla propria pelle le stesse discriminazioni subite dagli avi solo che oggi essi si sono messi in guerra con la propria religione e con le personalità religiose che sono contrarie alle unioni gay. “Quando vinse la California Proposition 8 (contro le unioni gay), chiamai mia madre piangendo e chiedendogli perché i mormoni, il nostro popolo, ci stavano facendo questo, perché ci stavano voltando le spalle”, dice Tyler Barrick nel film.
Karger, un gay californiano, ha procurato memoriali e documentazione sulla Chiesa mormone scoprendo che decine di milioni di dollari sono stati da loro versati per combattere i matrimoni gay. Karger ha documentato che le prime iniziative organizzate dai mormoni per combattere contro le richieste legali degli omosessuali in America sono state progettate alle Hawaii.

## Produzione
Il film ha beneficiato di un budget di 2.5 milioni di dollari americani.

### Cast
Oltre ai due protagonisti (coloro che sviscerano la vicenda) Spencer Jonesse e Tyler Barrickse  troviamo: Derick Jonesse, Dustin Lance Black, Fred Kargerse, George Takei, Hal Sparksse, Melissa Birdse e Rocky mayor Andersonse.

## Accoglienza

### Incassi
Nel suo weekend di apertura, il film ha incassato 42.566 dollari americani in 16 sale negli Stati Uniti, con una media di circa $ 2.660 per ogni sala. Il totale lordo ricavato dalla pellicola è di 100.280 dollari americani.

### Critica
L'aggregatore cinematografico Rotten Tomatoes da una media del 65% di critiche positive all'opera con un punteggio medio di 6.2/10. Metacritic valuta l'opera con un 55/100 su una base di 15 critici.
Il Los Angeles Times ha detto che il film è: "un esempio eccezionale di documentario investigativo" e che "è tutto più spaventoso per la sua presentazione di come la Chiesa LDS è riuscita a ottenere la Proposition 8 in California nel 2008" infine scrive: "difficilmente potrebbe esserci un caso più forte per assicurare e rafforzare la separazione tra chiesa e stato".
Variety ha affermato che: "il film sembra determinato a raggiungere la prossima generazione di adolescenti mormoni confusi, toccando qualsiasi cosa, dai suicidi legati all'identità sessuale ai senzatetto, ai punitivi tentativi di curare gli impulsi omosessuali, invece di abbassarsi al livello di Focus sulla proposta fuorviante della famiglia. L'opera offende la Chiesa non con bugie, ma con le loro stesse parole ".
Il New York Times definisce il film: "altamente emotivo" affermando anche che "Il documentario è in realtà due film grossolanamente ricamati in uno: i primi due terzi raccontano la storia della Proposition 8, l'ultimo terzo è un'esplorazione degli effetti sui mormoni gay del severo tabù della chiesa sull'omosessualità." Infine conclude "Il film mostra la profondità del disprezzo, basato sulla religione, dell'omosessualità, come quello dell'aborto".
Il Wall Street Journal ha osservato che: "come un riflettore sulla sofferenza delle coppie dello stesso sesso respinte dai leader della famiglia e della Chiesa il film ha successo, ma la sua critica al recente attivismo politico della Chiesa è tanto pungente quanto molte delle accuse della metà del XIX secolo contro i mormoni". Continua dicendo: "La narrativa di base del film è anche avvincente: descrive come, con la Proposition 8 messa male nei sondaggi la gerarchia della Chiesa nello Utah ha compreso che altri conservatori religiosi non stavano esercitando il loro peso. Il loro scopo, a quel punto, era diventare un "potente esercito", come un grande leader ha ammesso in una trasmissione video ottenuta dai registi." "Una Chiesa che si spertica sulla difesa della poligamia alla fine del XIX secolo era diventata la spina dorsale della campagna del XXI secolo contro i matrimoni gay". La recensione afferma inoltre che "lo spettro del denaro mormone raccolto nel film sembra una versione degli ultimi timori dei finanzieri ebrei che controllano l'economia e il governo americano. Lo sforzo mormone ha fatto la differenza solo perché i californiani sono divisi, in modo approssimativo, sulla questione del matrimonio tra persone dello stesso sesso. "

## Riconoscimenti
- 2010 - Long Island Gay and Lesbian Film Festival Jury Award 
  - Miglior documentario[8]
- 2011 - GLAAD Media Award
  - Miglior documentario[9]
- 2011 - Dorian Awards
  - Miglior documentario a tematica LGBTQ dell'anno